# Centralny Ośrodek Analizy Skażeń
Centralny Ośrodek Analizy Skażeń – jednostka organizacyjna Sił Zbrojnych Rzeczypospolitej Polskiej sformowana 31 marca 1968 roku i odpowiedzialna za wykonywanie szeregu działań związanych z reagowaniem na zagrożenia skażeniami.
W 2007 roku ośrodek został wyróżniony tytułem honorowym Znak Honorowy Sił Zbrojnych Rzeczypospolitej Polskiej.

## Zakres działania
Celem działania Centralnego Ośrodka Analizy Skażeń jest zdobywanie, gromadzenie i analizowanie informacji o użyciu broni masowego rażenia, incydentach związanych z powstawaniem skażeń i skutkach działania tych czynników. W ramach NATO, ośrodek odpowiedzialny jest za ostrzeganie i meldowanie o uderzeniach bronią masowego rażenia i skażeniach na terytorium Polski.
Centralny Ośrodek Analizy Skażeń pełni rolę Centrum Dyspozycyjnego Krajowego Systemu Analizy Skażeń i Alarmowania (KSWiA), przez co odpowiedzialne jest za wymianę informacji pomiędzy elementami systemu, koordynowanie działań oraz przygotowywanie ocen i analiz związanych z zagrożeniami skażeniami.
COAS jest także głównym ośrodkiem analizy skażeń Systemu Wykrywania Skażeń Sił Zbrojnych Rzeczypospolitej Polskiej (SWS SZRP) i odpowiada za koordynację działania elementów tego systemu oraz wymianę informacji z systemami sojuszniczymi i pozawojskowymi.
Centralny Ośrodek Analizy Skażeń utrzymuje w gotowości Mobilne Laboratorium Obrony Przed Bronią Masowego Rażenia (ML OPBMR) przeznaczone do pobierania próbek materiałów skażonych oraz prowadzenia polowych analiz laboratoryjnych pobranych próbek materiałów skażonych biologicznie, chemicznie i promieniotwórczo. Dostarcza także danych niezbędnych do wsparcia procesu dowodzenia w zakresie oceny poziomu rzeczywistego skażenia i jego wpływu na realizację zadań bojowych.

## Dowódcy
Obowiązki dowódcy Centralnego Ośrodka Analizy Skażeń pełnili następująco:
- 1968–1987 – płk Stanisław Patkowski
- 1987–1998 – płk Marek Kozłowski
- 1998–2001 – płk Edward Moskal
- 2001–2002 – płk Wiesław Wronkowski
- 2002–2006 – płk Marian Gola
- 2006–2012 – płk Andrzej Karasiński
- 2012–2015 – płk dr Bogusław Kot
- 2015–2019 – kmdr Jacek Barański
- 2019-2023 - płk Krzysztof Budyn
- 2023 - płk dr inż. Marcin Kloske